# Bloto
Bloto is een bestuurslaag in het regentschap Flores Timur van de provincie Oost-Nusa Tenggara, Indonesië. Bloto telt 676 inwoners (volkstelling 2010).